# Fuori orario (singolo)
Fuori orario è un singolo del cantautore italiano Coez, pubblicato il 7 ottobre 2022 come primo estratto dal terzo EP From the Rooftop 2.

## Descrizione
Il singolo è una reinterpretazione dell'omonimo brano di Guè del 2015, incluso nell'album Vero.

## Video musicale
Il video, diretto da Borotalco.tv, è stato reso disponibile in concomitanza del lancio del singolo attraverso canale YouTube del cantante.

## Tracce
Testi di Silvano Albanese e Cosimo Fini, musiche di Luigi Florio e Marco Della Riva.
1. Fuori orario – 3:10